# 모스크스트라우멘

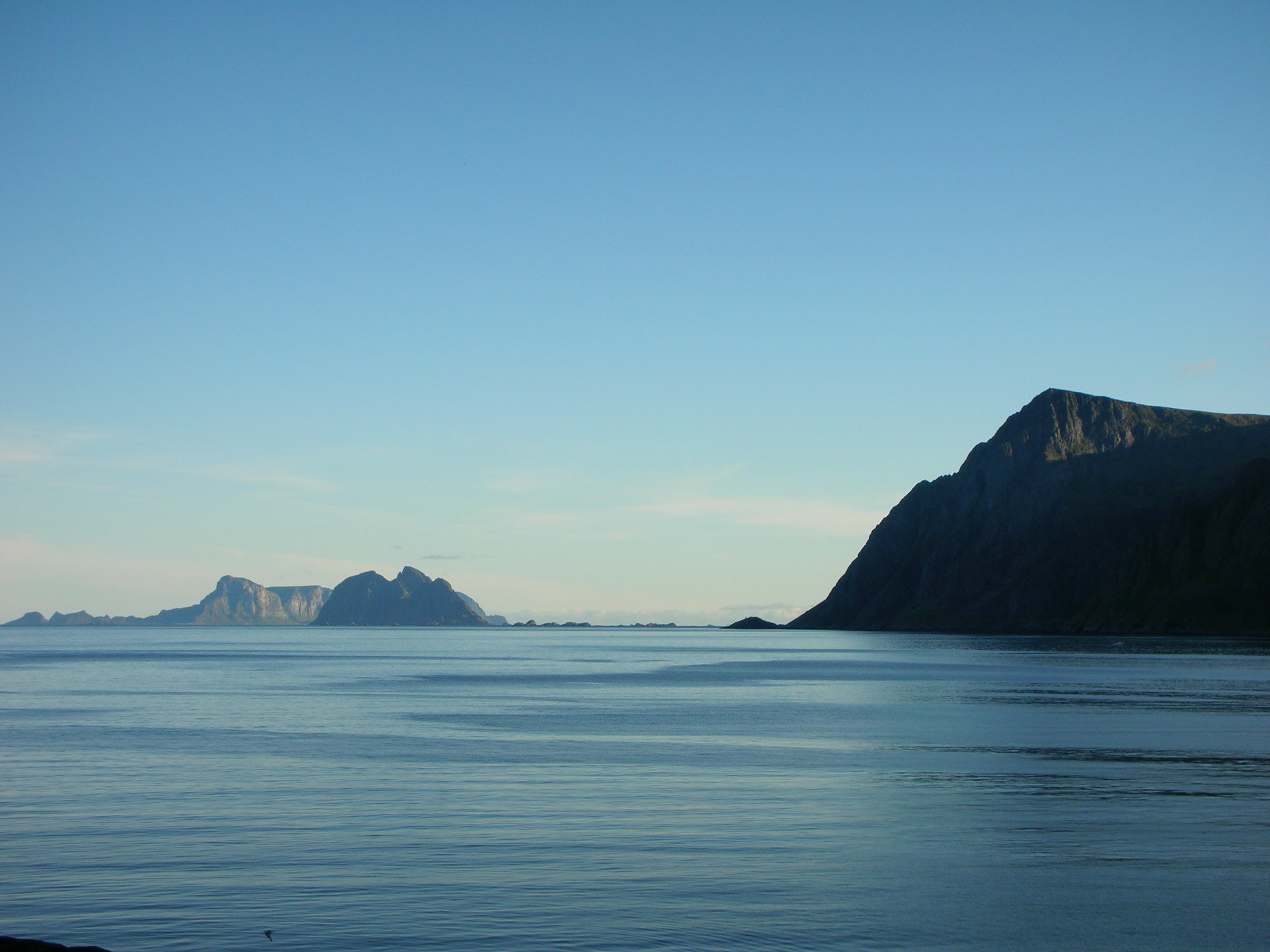

모스크스트라우멘(노르웨이어: Moskstraumen, 뉘노르스크: Moskenesstraumen)은 노르웨이 로포텐 제도 일대에서 발생하는 일련의 조수 난기류 내지 와류 체계이다. 세계에서 가장 강력한 와류 중 하나로 손꼽힌다. 대부분의 와류가 좁은 해협이나 강에서 발견되는 것에 비해 모스크스트라우멘은 비교적 큰 바다에 가까운 장소에서 발생한다는 점에서 특이하다. 모스크스트라우멘은 여러 요인들이 복합적으로 작용해서 발생하는데, 그 중 가장 강력하게 작용하는 것은 강력한 조수 및 이 일대 해저의 특이한 지형이다. 모스케네쇠야와 베뢰위 사이의 해저에는 얕은 능선이 형성되어 있는데 이 능선이 조류와 와류를 증폭시킨다.
모스크스트라우멘은 역사적으로 많은 기록에서 발견된다. 네덜란드어로 "갈아넣다"라는 뜻의 말렌(malen)과 "흐름"이라는 뜻의 스트롬(stroom)이 결합된 마엘스트롬(maelstrom)이라는 말로도 알려져 있으며 1841년 에드거 앨런 포가 〈마엘스트룀으로의 낙하〉라는 단편소설을 쓰면서 영어에도 이 낱말이 도입되었다.